# Taenaris birchi
Taenaris birchi är en fjärilsart som beskrevs av William Lucas Distant 1883. Taenaris birchi ingår i släktet Taenaris och familjen praktfjärilar. Inga underarter finns listade i Catalogue of Life.